# Cinturón a Mallorca
O Cinturón a Mallorca (oficialmente: Cinturón Ciclista Internacional a Mallorca) foi uma competição de ciclismo espanhola por etapas.
A prova estava reservada a ciclistas amadores até à criação dos Circuitos Continentais da UCI em 2005, na que se integrou ao circuito profissional do UCI Europe Tour dentro da categoria 2.2 (última categoria do profissionalismo). A sua última edição foi em 2011.

## Palmarés
| Ano     | Ganhador               | Segundo             | Terceiro                |
| ------- | ---------------------- | ------------------- | ----------------------- |
| 1964    | Francisco Juan Granell | Jordi Cañellas      | Gabriel Mascaró         |
| 1965    | Antoni Cerdà           |                     |                         |
| 1966    | José Ramón Goyeneche   |                     |                         |
| 1967    | Manuel Iborra          |                     |                         |
| 1968    | Francisco Galdós       |                     |                         |
| 1969    | Manuel Andrade         |                     |                         |
| 1970    | José Casas             |                     |                         |
| 1971-72 | Não se disputou        |                     |                         |
| 1973    | Manuel Esparza         |                     |                         |
| 1974    | Jesús Lindez           | José Nazábal        | Francisco Javier Cedena |
| 1975    | Francisco Fernández    | Miguel Verdera      | Paulino Martinez        |
| 1976    | Sean Kelly             |                     |                         |
| 1977    | Faustino Rupérez       |                     |                         |
| 1978    | José Antonio Cabrero   |                     |                         |
| 1979    | Anders Adamsson        |                     |                         |
| 1980    | Angel Camarillo        |                     |                         |
| 1981    | Enrique Aja            |                     | Marc Van den Brande     |
| 1982    | Daniel Heggli          | Peter Wollenmann    | Enrique Aja             |
| 1983    | Peter Wollenmann       |                     |                         |
| 1984    | José Salvador Sanchis  | Juan Gomila         | Patrick Jacobs          |
| 1985    | Mauro Ribeiro          |                     | Joaquim Faura           |
| 1986    | Luc Suykerbuyk         |                     | Bernardo Mazón          |
| 1987    | Agustín Sebastià       |                     | Mario Gentili           |
| 1988    | Luigi Bielli           | Tom Cordes          |                         |
| 1989    | Juan Alberto Reig      | Marco Toffali       | Fernando Pinero         |
| 1990    | Evgeny Zagrebelny      | Viktor Rjaksinski   |                         |
| 1991    | Vladimir Kozárek       |                     |                         |
| 1992    | Arvis Piziks           | Petr Konečný        |                         |
| 1993    | Michael Andersson      | Antonio Vargas      | Joaquim Migueláñez      |
| 1994    | Frederik Bertelsen     | Jan Bo Petersen     | Dirk Müller             |
| 1995    | Frederik Bertelsen     | Oscar Camenzind     | Andrea Guidotti         |
| 1996    | Ruslan Ivanov          | Sergio Rodriguez    | César García Calvo      |
| 1997    | Martin Rittsel         | Bo André Namtvedt   | Hanskurt Brand          |
| 1998    | Henrik Sparr           |                     |                         |
| 1999    | Juan Manuel Fuentes    | José Guillén        | Guennadi Mikhailov      |
| 2000    | Vladimir Karpets       |                     |                         |
| 2001    | Bradley Wiggins        | Enrico Poitschke    | Guillermo Ferrer        |
| 2002    | Sergi Escobar          | Christophe Cousinie | Oleg Rodionov           |
| 2003    | Lars Teutenberg        | Sergi Escobar       | Carlos Zárate           |
| 2004    | Alexis Rodríguez       | Marino Sánchez      | Norbert Poels           |
| 2005    | Dmitry Kozontchuk      | Linus Gerdemann     | Francisco Torrella      |
| 2006    | Pavel Brutt            | Gabriel Rasch       | Pedro Romero            |
| 2007    | Richard Faltus         | Marcel Fischer      | Josu Mondelo            |
| 2008    | Dirk Müller            | Jörg Lehmann        | Carlos Ospina           |
| 2009    | Sergio Henao           | Dirk Müller         | Enrique Salgueiro       |
| 2010    | Sergio Mantecón        | David Belda         | Sven Krauss             |
| 2011    | Iker Camaño            | Tadej Valjavec      | Ian Bibby               |

## Palmarés por países
| País          | Vitórias |
| ------------- | -------- |
| Espanha       | 21       |
| Suécia        | 4        |
| Rússia        | 3        |
| Suíça         | 2        |
| Dinamarca     | 2        |
| Alemanha      | 2        |
| Irlanda       | 1        |
| Brasil        | 1        |
| Países Baixos | 1        |
| Itália        | 1        |
| Ucrânia       | 1        |
| Chéquia       | 1        |
| Letônia       | 1        |
| Moldávia      | 1        |
| Reino Unido   | 1        |
| Colômbia      | 1        |